# Янг (Уругвай)
Янг (исп. Young) — город в центре департамента Рио-Негро Уругвая.

## География
Расположен на пути национального Маршрута № 3, приблизительно в 120 км к северо-западу от Тринидада, столицы департамента Флорес.

## История
История Янга как населённого пункта началась 17 августа 1920 года, когда группа домов, известная как Estación de Young, законодательным актом № 7 256 была официально признана селом (исп. pueblo). Статус населённого пункта был повышен до «малого города» (исп. villa) 14 августа 1958 года законодательным актом № 12 515, и до города (исп. ciudad) — 15 октября 1963 года законодательным актом № 13 167.

## Население
Согласно данным переписи 2011 года население города составляет 16 756 человек.
| Год  | Население |
| ---- | --------- |
| 1963 | 7,974     |
| 1975 | 11,015    |
| 1985 | 12,249    |
| 1996 | 14,567    |
| 2004 | 14,251    |
| 2011 | 16,756    |

Источник: Instituto Nacional de Estadística de Uruguay